# Ciclone Vance
O ciclone Vance foi um ciclone tropical que atingiu a Austrália Ocidental durante a temporada ativa de ciclones da região australiana de 1998-1999, e durante essa temporada também foi um dos seis ciclones tropicais que se formaram na costa da Austrália. Ao fazer o desembarque, o Learmonth Meteorological Office (35 km ao sul de Exmouth) registou a maior rajada de vento australiana de 267 km/h (166 mph). A rajada anterior mais alta foi de 259 km/h (161 mph) em Mardie próximo durante o Ciclone Trixie. Este recorde foi superado em 2010 após uma rajada de vento recorde mundial de 408 km/h (254 mph) na Ilha Barrow durante o ciclone Olivia em 1996 foi declarado oficial pela Organização Meteorológica Mundial.
Formado em 19 de março de 1999, no Mar de Timor, Vance então curvou-se oeste-sudoeste onde recurvou e atingiu as costas de Gascoyne e Pilbara da Austrália Ocidental em 22 de março como uma categoria 5 ciclone na escala australiana e se dissipando no dia seguinte.
Vance causou graves danos na costa oeste da Austrália. A cidade mais atingida foi Exmouth, onde 70% dos edifícios sofreram danos graves. No entanto, devido a avisos antecipados, não houve relatos de mortes. Os danos totalizaram AU 100.000.000 (1999 USD).

## História meteorológica
Em 16 de março formou-se uma área de baixa pressão a seiscentas milhas a noroeste de Darwin, Austrália. A tempestade então atingiu rapidamente a força da depressão tropical ao se curvar sobre o Território do Norte, sem causar danos. Em 18 de março, a depressão tropical intensificou-se e tornou-se a tempestade tropical Vance a 523 km (325 mi) oeste de Darwin.
Interagindo com uma crista subtropical, a tempestade moveu-se para oeste e depois para sudoeste, onde atingiu o status de ciclone de categoria 1 no dia 19. O ciclone então continuou para sudoeste, fortalecendo-se em 20 de março para uma tempestade de categoria 5 durante a noite com rajadas de ventos de mais de 280 km/h (170 mph). Vance atingiu uma pressão de 910 milibares ( hPa ) antes de curvar para o sul, em direção ao Golfo de Exmouth.
Vance então atingiu a costa perto de Exmouth em 22 de março como um forte ciclone de categoria 4. Movendo-se para o interior, o ciclone então virou uma direção mais sul-sudeste como antes de enfraquecer para o status de tempestade tropical. Vance então se tornou extratropical no dia seguinte, com seus remanescentes extratropicais produziram ventos fortes que afetaram o sul da Austrália, Victoria e Tasmânia.

## Preparativos
Centenas de pessoas evacuadas e as autoridades fecharam várias estradas. Além disso, os meteorologistas emitiram um alerta vermelho para as cidades de Karratha, Onslow e Exmouth, pois o ciclone traria fortes ventos prejudiciais para essa área, enquanto as áreas ao sul da área de alerta vermelho foram colocadas em alerta amarelo ou alerta de tempestade tropical. No dia 22, meteorologistas previram que Vance faria a chegada a terra entre Onslow e Exmouth.

## Impacto
| Posição                                 | Ciclone  | Ano  | Pressão min.         |
| --------------------------------------- | -------- | ---- | -------------------- |
| 1                                       | Gwenda   | 1999 | 900 hPa (27 inHg)    |
| 1                                       | Inigo    | 2003 | 900 hPa (27 inHg)    |
| 3                                       | George   | 2007 | 902 hPa (26.6 inHg)  |
| 4                                       | Orson    | 1989 | 904 hPa (26.7 inHg)  |
| 5                                       | Marcus   | 2018 | 905 hPa (26.72 inHg) |
| 6                                       | Theodore | 1994 | 910 hPa (13.2 psi)   |
| 6                                       | Vance    | 1999 | 910 hPa (13.2 psi)   |
| 6                                       | Fay      | 2004 | 910 hPa (13.2 psi)   |
| 6                                       | Glenda   | 2006 | 910 hPa (13.2 psi)   |
| Fonte: Australian Bureau of Meteorology |          |      |                      |

O Escritório Meteorológico de Learmonth registou uma rajada recorde de 267 km/h (166 mph) e uma pressão de 937 milibares. Em Onslow, uma estação meteorológica relatou ventos com rajadas de 182 km/h (113 mph) e uma pressão barométrica de 978 milibares. Uma onda de tempestade de 3.6 m (12 ft) foi relatada em Exmouth. A onda causou severa erosão na praia e afundou ou danificou várias barcaças. Os danos causados pelo vento em Exmouth foram severos, já que a tempestade destruiu mais de 110 casas e danificou mais de 220 outras. Em Onslow, a tempestade inundou várias casas. Vance deixou 100–150 mm (3.9–5.9 in) de chuva sobre a Austrália Ocidental. Algumas áreas no impacto da tempestade relataram chuvas totais de 200–300 mm (7.9–11.8 in). A forte chuva trazida por Vance causou fortes inundações que interromperam a energia e as comunicações. Em outros lugares, as enchentes destruíram várias estradas e áreas afetadas já afetadas pelo ciclone Elaine dias antes. Os remanescentes de Vance produziram ventos fortes que causaram uma tempestade de areia que atingiu Adelaide por várias horas com visibilidade de poucos metros e derrubou linhas de transmissão em Melbourne, deixando 50.000 pessoas sem eletricidade.